# NGC 5083
NGC 5083 est une vaste galaxie spirale barrée située dans la constellation des Chiens de chasse. Sa vitesse par rapport au fond diffus cosmologique est de 7 327 ± 15 km/s, ce qui correspond à une distance de Hubble de 108,1 ± 7,6 Mpc (∼353 millions d'al). NGC 5083 a été découverte par l'astronome américain Lewis Swift en 1885.
En raison d'une brillance de surface égale à 14,59 mag/am2, on peut qualifier NGC 5083 de galaxie à faible brillance de surface (LSB en anglais pour low surface brightness). Les galaxies LSB sont des galaxies diffuses (D) avec une brillance de surface inférieure de moins d'une magnitude à celle du ciel nocturne ambiant.
La classe de luminosité de NGC 5083 est III-IV et elle présente une large raie HI.